# العلاقات العمانية الكورية الشمالية
العلاقات العمانية الكورية الشمالية هي العلاقات الثنائية التي تجمع بين سلطنة عمان وكوريا الشمالية.

## مقارنة بين البلدين
هذه مقارنة عامة ومرجعية للدولتين:
| وجه المقارنة                                              | سلطنة عمان    | كوريا الشمالية                        |
| --------------------------------------------------------- | ------------- | ------------------------------------- |
| المساحة (كم2)                                             | 309.50 ألف    | 120.54 ألف                            |
| عدد السكان (نسمة)                                         | 4.64 مليون    | 25.49 مليون                           |
| الكثافة السكانية (ن./كم²)                                 | 14.99         | 211.47                                |
| العاصمة                                                   | مسقط          | بيونغيانغ                             |
| اللغة الرسمية                                             | اللغة العربية | لغة كوريا الشمالية القياسية ‏          |
| العملة                                                    | ريال عماني    | وون كوري شمالي                        |
| الناتج المحلي الإجمالي (بليون دولار)                      | 72.64 مليار   |                                       |
| الناتج المحلي الإجمالي (تعادل القوة الشرائية) بليون دولار | 179.49 مليار  |                                       |
| الناتج المحلي الإجمالي الاسمي للفرد دولار أمريكي          | 15.55 ألف     |                                       |
| الناتج المحلي الإجمالي للفرد دولار أمريكي                 | 38.63 ألف     |                                       |
| مؤشر التنمية البشرية                                      | 0.793         |                                       |
| رمز المكالمات الدولي                                      | +968          | +850                                  |
| رمز الإنترنت                                              | عمان          | .kp                                   |
| المنطقة الزمنية                                           | ت ع م+04:00   | ت ع م+08:30، ت ع م+08:30، ت ع م+09:00 |

## منظمات دولية مشتركة
يشترك البلدان في عضوية مجموعة من المنظمات الدولية، منها:
| علم المنظمة | اسم المنظمة                      | تاريخ انضمام سلطنة عمان | تاريخ انضمام كوريا الشمالية |
| ----------- | -------------------------------- | ----------------------- | --------------------------- |
|             | المنظمة العالمية للملكية الفكرية | ?                       | ?                           |
|             | يونسكو                           | 10 فبراير 1972          | 18 أكتوبر 1974              |
|             | الصندوق الدولي للتنمية الزراعية  | ?                       | ?                           |
|             | الاتحاد البريدي العالمي          | ?                       | ?                           |
|             | الاتحاد الدولي للاتصالات         | 28 أبريل 1972           | ?                           |
|             | الأمم المتحدة                    | 7 أكتوبر 1971           | 17 سبتمبر 1991              |
|             | المنظمة البحرية الدولية          | ?                       | ?                           |
|             | المنظمة الهيدروغرافية الدولية    | ?                       | ?                           |

## وصلات خارجية
- موقع وزارة الخارجية العمانية
- موقع وزارة الخارجية الكورية الشمالية